# Curd Ridel
Curd Ridel est un auteur de bande dessinée humoristique français né le 11 janvier 1963 à Pointe-Noire en République du Congo.

## Biographie
Curd Ridel naît le 11 janvier 1963 à Pointe-Noire d'un père dentiste, il passe ses quinze premières années au Congo. En 1979, il quitte l'Afrique pour Paris et commence à travailler pour différents journaux : ses premiers travaux paraissent dans Les Vacheries de Corinne à Jeannot. Il travaille également pour Footy, en 1982, « mensuel des jeunes fous de foot », où il entre en stage. Il est co-créateur, avec Pierre-Yves Gabrion, du personnage Tahoré dans Fripounet (1983) .
En 1985, il entre chez Vaillant et reprend le personnage de Pif le chien et son compère Hercule sur des scénarios de plusieurs auteurs comme Corteggiani, Motti, Galliano et de Radio Kids, avec Jacques Lelièvre, dans Pif Gadget,. Il est auteur de récits pour la jeunesse et pour d'autres publics.
En 1990, il dessine soixante-dix vignettes pour la marque de chewing-gum Malabar. En 1992, sur des scénarios de Scotch Arleston, il donne vie à Tandori, un apprenti fakir dans Hello Bédé, trois albums sont publiés chez Le Lombard de 1993 à 1995. Par la suite, il crée Rigoletto Loustic avec Téhy comme scénariste pour Casterman, le temps de deux albums pour Casterman en 1994-95. 
Il réalise également des nouvelles et des illustrations pour des magazines comme Spirou, Le Journal de Mickey, Bambi, Chut ! et Rik et Rok, le magazine gratuit des grands magasins Auchan. 
Il reprend à la suite de Midam la série Gowap avec Mythic, huit albums sont publiés chez Le Lombard de 1996 à 2005. En 1997, il crée seul la série jeunesse Angèle et René qui conte les mésaventures d'un petit cochon dans la famille d'Angèle, 9 albums paraissent chez Le Lombard jusqu'en 2005. Parallèlement, il travaille pour la publicité et enregistre des disques de chansons à textes Loin de Paris en 1999 et Sur la route de Loango en 2002. 
Il reçoit le prix Humour de Chambéry en 1997.
En plus de dessiner ses propres histoires, Ridel écrit également des scénarios pour d'autres auteurs, dont Django Renard pour Dav (Bambou, 2002) et Tuff et Koala pour Philippe Fenech (Soleil, 2004-06). Entre 2010 et 2012, sur un scénario de Pascal Bresson, il dessine une série de bande dessinée inspirée de l'émission de télévision Ushuaïa pour Glénat depuis 2010. À la suite, il continue à faire des bandes dessinées d'humour aux Éditions Bamboo, comme Les Pétanqueurs avec Christophe Cazenove, le conte pour enfants Le Vilain Petit Canard et la série Si j'étais grande, je serais....
En 2014, il lance une nouvelle série, intitulée Le Bâtard des étoiles, scénarisée par Raoul Cauvin et publiée chez l'éditeur Sandawé. Il adapte un grand classique de la littérature en bande dessinée : Voyage au centre de la Terre le roman de Jules Verne pour le dessininateur Frédéric Garcia en 2017.
Curd Ridel se lance dans l’auto-édition avec Angèle et René en 2019.
Selon Patrick Gaumer, Curd Ridel élabore une bande dessinée humoristique de qualité à destination d'un large public.

## Vie privée
Curd Ridel demeure à Bouzigues,. Il est marié à l'ancienne athlète Sandrine Fricot, qui est devenue sa coloriste. Le couple a deux enfants.

## Œuvres

### Bande dessinée
- Tahoré, scénario de Pierre-Yves Gabrion, éd. Sorg, 1988  (ISBN 2-906794-20-1)
- Tandori, scénario de Scotch Arleston, Le Lombard, 3 volumes, 1993 - 1995
- Rigoletto Loustic, scénario de Téhy, Casterman, 2 volumes, 1994 - 1995

- Angèle et René, Le Lombard, 9 tomes, 1997 - 2013[28]
- Radio kids, scénarisé par Jacques Lelièvre, Cœur de Loup, 2 tomes 1997 - 1998[6]
- Django Renard : on m'appelle Django, dessin de Dav, Bamboo Édition, 2002[18]  (ISBN 2-912715-65-2)
- Tuff et Koala (scénario), dessin de Philippe Fenech, Soleil Productions, 3 albums 2004 - 2006
- Les Pétanqueurs (dessin), scénario de Christophe Cazenove, Bamboo Édition, 4 tomes 2006 - 2008
- Les Petites Filles sont des princesses : message d'amour à ma fifille (dessin), scénario collectif, Soleil Productions, 2007  (ISBN 978-2-84946-208-9)
- Si j'étais grande..., Bamboo Édition, 2 volumes 2009 - 2010

- Mon frère ce boulet : pour la vie, dessin de Gaston, Jungle !, 2011  (ISBN 978-2-87442-734-3)
- Vie de merde, Jungle !
  - tome 5 : Avec mon chat, 2011  (ISBN 978-2-87442-863-0)
  - tome 15 : Avec mon chien, 2014  (ISBN 978-2-8222-0421-7)
- Le P'tit Coach : celui qui sait tout... ou presque, scénario de Jean-Louis Janssens, Bamboo Édition, 2012  (ISBN 978-2-8189-0843-3)
- Le Vilain Petit Canard, scénario d'Hélène Beney, Bamboo Édition, 2013[32]  (ISBN 978-2-8189-2315-3)
- Electropolis : La Folle Histoire de l'électricité, scénario de Lionel Courtot, Éditions du Signe, 2015  (ISBN 978-2-7468-3306-7)[33]
- Le Bâtard des étoiles (dessin), scénario de Raoul Cauvin[34], Sandawe, 2016  (ISBN 978-2-390-14019-1)
- Les Grands Classiques de la littérature en bande dessinée : Voyage au centre de la Terre[21] (scénario), dessin de Frédéric Garcia, 2017

### Roman
- Quatre roses fanées roman, couverture de René Follet, Des ronds dans l'O, 2005

#### Livres
: document utilisé comme source pour la rédaction de cet article.
- Henri Filippini, Dictionnaire de la bande dessinée, Paris, Bordas, 1989, 731 p. (ISBN 2-04-018455-4, BNF 35065653), p. 433, 667.
- Jean-Louis Lechat, Un demi-siècle d’aventures t. 2 : 1970 - 1996, Bruxelles, Le Lombard, 5 décembre 1996, 224 p. (ISBN 280361233X, BNF 37539082), p. 170, 182, 197, 201. .
- Patrick Gaumer, « Curd Ridel », dans Dictionnaire mondial de la BD, Paris, Larousse, 2010 (ISBN 9782035843319), p. 388, 722. .
- Philippe Mellot, Michel Denni, Laurent Turpin et Isabelle Morzadec, « Ridel (C.) », dans Trésors de la bande dessinée BDM 2021-2022 - Catalogue encyclopédique & Argus, Paris, Les Arènes, 2020 (ISBN 9791037502582), p. 55, 113, 347, 376, 489, 758, 857, 861, 920, 942, 967, 1029, 1097, 1099, 1242, 1262, 1284, 1288. .

#### Articles
- Didier Pasamonik, « Raoul Cauvin et Curd Ridel signent chez Sandawe », ActuaBD,‎ 25 janvier 2014 (lire en ligne, consulté le 26 octobre 2022)

#### Vidéos en ligne
- Curd Ridel dans son atelier à Bouzigues sur TV Mèze - Thau Tv, Présentation : Jean-Pierre (9:40 minutes), 4 mars 2021.